# Glacier de la Durance
Le glacier de la Durance est le glacier qui coulait dans la vallée de la Durance, lors des glaciations du Wurm et du Riss.

## Étendue
Pendant la glaciation de Würm (115 000 à 11 700 ans avant le présent), ce glacier s'est étendu jusqu'à Sisteron. Dans le Gapençais, une partie du glacier remontait vers le nord dans l'actuelle vallée du Drac, notamment par le col Bayard, néanmoins il n'est pas passé par le col de Moissière, à cet endroit subsistent des passages du glacier datant de la glaciation de Riss (antérieure).
Pendant la glaciation de Riss (300 000 à 130 000 ans, ce glacier s'est étendu au delà de Sisteron, un peu au sud de Château-Arnoux.